# Flandern-Rundfahrt 2025 (Frauen)
Die Flandern-Rundfahrt 2025 war ein Straßenrennen für Frauen. Das Rennen fand am 6. April statt, am gleichen Tag wie die Ausgabe für Männer, und war Teil der UCI Women’s WorldTour 2025.

## Teilnehmende Mannschaften
| UCI Women's WorldTeams (15)- Canyon//SRAM zondacrypto - Ceratizit Pro Cycling Team - FDJ-Suez - Fenix-Deceuninck - Lidl-Trek - Movistar Team - Roland - Team SD Worx-Protime - Team Visma \| Lease a Bike - UAE Team ADQ - Uno-X Mobility - AG Insurance-Soudal Team - Human Powered Health - Liv AlUla Jayco - Team Picnic PostNL UCI Women's ProTeams (4)- Cofidis Women Team - EF Education-Oatly - VolkerWessels Women's Pro Cycling Team - St Michel-Preference Home-Auber93 UCI Women's Continental Teams (5)- Cynisca Cycling - Bepink-Imatra-Bongioanni - DD Group Pro Cycling - Lotto Ladies - Team Coop-Repsol |
| |

## Streckenführung
Der Start erfolgte wie üblich auf dem Marktplatz in Oudenaarde. Im Vergleich zum Vorjahr ergaben sich kleinere Änderungen in der ersten Hälfte des Rennens. Das Finale mit Koppenberg, Taaienberg, Oude Kwaremont und Paterberg und dem Ziel in Oudenaarde war hingegen identisch.
| Name               | km vom Ziel | Typ                           |
| ------------------ | ----------- | ----------------------------- |
| Doorn              | 112,5       | Kopfsteinsektor               |
| Edelareberg        | 102,9       | Anstieg                       |
| Wolvenberg         | 99,1        | Anstieg                       |
| Holleweg           | 99,0        | Kopfsteinsektor               |
| Karel Martelstraat | 97,9        | Kopfsteinsektor               |
| Jagerij            | 95,1        | Kopfsteinsektor               |
| Molenberg          | 89,2        | Anstieg mit Kopfsteinpflaster |
| Paddestraat        | 84,3        | Kopfsteinstektor              |
| Berendries         | 69,7        | Anstieg                       |
| Valkenberg         | 64,3        | Anstieg                       |
| Eikenberg          | 51,7        | Anstieg mit Kopfsteinpflaster |
| Koppenberg         | 44,5        | Anstieg mit Kopfsteinpflaster |
| Mariaborrestraat   | 40,5        | Kopfsteinsektor               |
| Steenbeekdries     | 39,1        | Anstieg mit Kopfsteinpflaster |
| Stationsberg       | 38,6        | Kopfsteinsektor (bergab)      |
| Taaienberg         | 36,7        | Anstieg mit Kopfsteinpflaster |
| Kruisberg          | 26,4        | Anstieg mit Kopfsteinpflaster |
| Oude Kwaremont     | 16,6        | Anstieg mit Kopfsteinpflaster |
| Paterberg          | 13,1        | Anstieg mit Kopfsteinpflaster |

## Rennverlauf und Ergebnis
Das Rennen fand bei guten Wetterbedingungen statt. Es bildete sich eine siebenköpfige Ausreißergruppe aus Romy Kasper, Nicole Steigenga, April Tacey, Franziska Brauße, Alison Avoine, Britt de Grave und Aoife O’Brien. Vorjahressiegerin Elisa Longo Borghini schied nach etwa 70 Kilometern durch einen Sturz mit Gehirnerschütterung aus. Am Koppenberg wurde Steigenga als letzte Ausreißerin eingeholt. Auch nach dem Taaienberg war noch ein größeres Feld zusammen, das sich am Kruisberg auf etwa 20 Fahrerinnen ausdünnte. Am Kwaremont setzten sich Lotte Kopecky, Pauline Ferrand-Prévot, Liane Lippert und Katarzyna Niewiadoma von den anderen ab. Die vier arbeiteten gut zusammen und gewannen einen uneinholbaren Vorsprung. Den Zielsprint gewann Kopecky vor Ferrand-Prévot und Lippert. Kopecky erzielte damit als erste Fahrerin drei Siege bei diesem Rennen.
| \| Gesamtwertung \| Gesamtwertung \| Gesamtwertung \| Gesamtwertung \| Gesamtwertung \| \| Fahrerin \| Fahrerin \| Land \| Team \| Zeit \| \| ------------- \| ---------------------------- \| ------------- \| -------------------------- \| --------------- \| \| 1. \| Lotte Kopecky \| Belgien \| SD Worx-Protime \| 4 h 24 min 34 s \| \| 2. \| Pauline Ferrand-Prévot \| Frankreich \| Team Visma \\| Lease a Bike \| + 0 s \| \| 3. \| Liane Lippert \| Deutschland \| Movistar Team \| + 0 s \| \| 4. \| Katarzyna Niewiadoma \| Polen \| Canyon//SRAM zondacrypto \| + 1 s \| \| 5. \| Kimberley Le Court de Billot \| Mauritius \| AG Insurance-Soudal Team \| + 1 min 13 s \| \| 6. \| Letizia Borghesi \| Italien \| EF Education-Oatly \| + 1 min 13 s \| \| 7. \| Elise Chabbey \| Schweiz \| FDJ-Suez \| + 1 min 13 s \| \| 8. \| Ellen van Dijk \| Niederlande \| Lidl-Trek \| + 1 min 13 s \| \| 9. \| Puck Pieterse \| Niederlande \| Fenix-Deceuninck \| + 1 min 13 s \| \| 10. \| Marlen Reusser \| Schweiz \| Movistar Team \| + 1 min 13 s \| |                              |             |                            |                 |
| |                              |             |                            |                 |
| Quelle: ProCyclingStats |                              |             |                            |                 |
| Gesamtwertung |                              |             |                            |                 |
| Fahrerin | Fahrerin                     | Land        | Team                       | Zeit            |
| 1. | Lotte Kopecky                | Belgien     | SD Worx-Protime            | 4 h 24 min 34 s |
| 2. | Pauline Ferrand-Prévot       | Frankreich  | Team Visma \| Lease a Bike | + 0 s           |
| 3. | Liane Lippert                | Deutschland | Movistar Team              | + 0 s           |
| 4. | Katarzyna Niewiadoma         | Polen       | Canyon//SRAM zondacrypto   | + 1 s           |
| 5. | Kimberley Le Court de Billot | Mauritius   | AG Insurance-Soudal Team   | + 1 min 13 s    |
| 6. | Letizia Borghesi             | Italien     | EF Education-Oatly         | + 1 min 13 s    |
| 7. | Elise Chabbey                | Schweiz     | FDJ-Suez                   | + 1 min 13 s    |
| 8. | Ellen van Dijk               | Niederlande | Lidl-Trek                  | + 1 min 13 s    |
| 9. | Puck Pieterse                | Niederlande | Fenix-Deceuninck           | + 1 min 13 s    |
| 10. | Marlen Reusser               | Schweiz     | Movistar Team              | + 1 min 13 s    |